# L'Œil au beur(re) noir
L'Œil au beur(re) noir je francouzská filmová komedie z roku 1987, kterou režíroval Serge Meynard.

## Děj
Rachid je mladý Francouz alžírského původu žijící v Paříži. Živí ho drobné práce a také chytrý trik (nazývá ho „Rachidův systém“). Jeho dva komplicové, méně inteligentní kamarádi Junior a Georges obtěžují předem vyhlédnuté dívky. Rachid poté vystupuje jako zachránce, který útočníky zažene v předstírané rvačce. Jednoho dne se však trik pokazí. Virginie, nejnovější oběť týmu, právě vycházející ze stanice metra, se dokáže ubránit a na pomoc jí přijíždí Denis, mladý malíř tmavé pleti. Rachid i Denis se oba zmilují do Virginie, aktivistky SOS Racisme, ale i přes narůstající milostnou rivalitu zaměřují své společné úsilí na téměř beznadějné hledání bytu v Paříži. Virginie jim pomůže tím, že požádá svého nevlastního otce, který pracuje v realitní branži, o pronájem bytu, který se právě uvolnil. Denis a Rachid jsou nyní konfrontováni s rasismem majitelů i jejího nevlastního otce a zkoušejí nejrůznější způsoby, jak získat byt.

## Obsazení
| Julie Jézéquel       | Virginie Perron  |
| Smaïn                | Rachid           |
| Pascal Légitimus     | Denis            |
| Patrick Braoudé      | Georges          |
| Jean-Paul Lilienfeld | Junior           |
| Michel Berto         | soused Picard    |
| Dominique Lavanant   | Simone Perron    |
| Martin Lamotte       | Jean-René Perron |
| Jean-Jacques Tarbès  | návštěvník bytu  |
| Françoise Michaud    | realitní agentka |
| Albert Delpy         | majitel obchodu  |

## Ocenění
- César: nejlepší filmový debut (Serge Meynard), nominace v kategorii nejslibnější herec (Pascal Légitimus)